# Equans Nederland
Equans Nederland (voorheen ENGIE Services Nederland, daarvoor Cofely Nederland, opgericht als GTI) is een technisch dienstverlener met het hoofdkantoor in Bunnik.
Equans is per oktober 2022 een onderdeel van Bouygues, een Franse beursgenoteerde onderneming met belangen in bouw, telecom en media. Daarvoor was Equans een onderdeel van het in 2008 na de fusie van SUEZ en Gaz de France ontstane bedrijf ENGIE (voormalig GDF SUEZ).

## GTI

### Eerste fusies
GTI (Groep Technische Installaties) ontstond door het samenvoegen van een aantal verschillende bedrijven op het gebied van elektrotechnische dienstverlening, zoals Suyver en Roosen (1884), Groenpol (1887) en A. de Hoop (1892), waarvan de laatste twee vooral op schepen gericht waren en het centraal verwarmingsbedrijf Johan van der Woude (opgericht 1880). Aan het begin van de jaren zeventig van de 20e eeuw werden de bedrijven binnen het SHV-concern verenigd in één bv met de naam GTI, dat op 1 januari 1984 een zelfstandige juridische eenheid werd. Bijna anderhalf jaar later verkreeg het bedrijf een notering aan de Amsterdamse beurs.

### Verdere overnames
Door het overnemen van nog meer bedrijven werd het technische conglomeraat in Nederland steeds groter. In België werd de onderneming door overname van CEI Electrotec in 1998 de op een na grootste. In de jaren 2000 en 2001 groeide GTI verder door een reeks overnames, onder meer van Post Koudetechniek in de 'refrigeration market', de overname van Siersema in 'Food en Pharma', en de verwerving van Broux Belgium in de Belgische provincie Limburg. Door de stichting van GTI Energy Solutions werd een positie in de energiemarkt ingenomen.
Met de overname van HCG, een bedrijf met 1200 medewerkers en een omzet van ca. 150 miljoen euro, verkreeg GTI een sterkere positie in de lichte industrie, 'Food en Pharma', de papierindustrie en de lichte chemie.

## ENGIE
In september 2001 werd de verkoop van GTI aan het SUEZ-onderdeel Fabricom (via haar dochter Tractebel) afgerond. Dientengevolge werd de notering van GTI aan Euronext beëindigd. Na de acquisitie werden de Nederlandse bedrijven van Fabricom geïntegreerd in de Nederlandse GTI-organisatie. Het aantal werknemers in Nederland nam daarmee toe met 2400 personen tot in totaal ongeveer 10.000 werknemers met een omzet van ca. 1,1 miljard euro (eind 2003).
Sinds 2009 opereert het bedrijfsonderdeel van de nieuwe fusieorganisatie Engie Services onder de naam Cofely. Het heeft anno 2015 zo'n 6300 medewerkers in dienst en bestaat uit een netwerk van ondernemingen die zich richten op regionale markten of op specifieke marktsegmenten en technieken. Het bedrijf heeft voornamelijk Nederland als thuismarkt.
Vanaf 21 maart 2016 draagt Cofely officieel de naam 'ENGIE Services'. En hiermee wordt de naam Cofely niet meer gevoerd.